# Fra Stalheim
Fra Stalheim, 1842, er malet af Johan Christian Dahl (1788-1857) og regnes for et hovedværk i den norske nationalromantiske malerkunst. Billedet er baseret på skitser fra juli 1826 og er udført i Dahls atelier i Dresden. Billedet er et tour de force i nationalromantiske motiver og i komposition. Den dobbelte regnbue markerer fjeldenes betydning, mens forgrunden viser birk og andre eksempler på norsk fjeldflora, samt en lille bondesamfund, gengivet med respekt og interesse for norsk byggetradition.
Billedet måler 190 x 246 cm og er udført i olie på lærred og ejes af Nasjonalgalleriet.
| Kunst | Spire Denne artikel om kunst er en spire som bør udbygges. Du er velkommen til at hjælpe Wikipedia ved at udvide den. |